# Zhang Liang

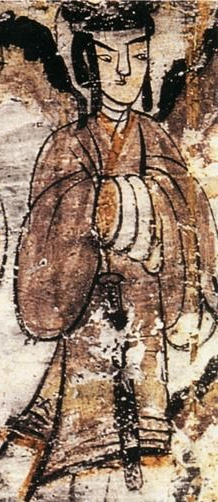
muurschildering van Zhang Liang, in het Luoyang Oude Graven Museum 洛阳古墓博物馆

Zhang Liang, Chinees: 張良, omstreeks 3de eeuw v.Chr. - 186 v.Chr., roepnaam Zifang, Chinees: 子房, was een Chinees militair, strateeg, politicus, vooraanstaand raadgever van Liu Bang 劉邦 en in 206 v.Chr. veel bijgedragen aan de totstandkoming van de Han-dynastie. Hij staat ook bekend als een van de Drie Helden van de vroege Han-dynastie 漢初三傑, samen met Han Xin 韓信 en Xiao He 蕭何. Hij hielp hij Liu Bang de Chu-Han-oorlog te winnen. Hij werd na zijn dood door keizer Qianshao vereerd met de titel Markies Wencheng 文成侯. Jin Guliang heeft in de Wu Shuang Pu een afbeelding van Zhang Liang gemaakt.